# عزله دایان (روستا)
 عزله دایان  به عربی ( عُزلة الَدایان )، روستایی است در دهستان المَقَاش از توابع استان اَبیَن در کشور یمن در شبه جزیره عربستان.

## جمعیت
جمعیت آن (۹۰) نفر (۶ خانوار) می‌باشد.